# Anthology 3
Anthology 3 ist das dritte Kompilationsalbum von insgesamt drei Doppelalben der britischen Gruppe The Beatles, das bisher legal unveröffentlichte Aufnahmen beinhaltet. Das Album erschien am 28. Oktober 1996 in Großbritannien, am 29. Oktober 1996 in den USA und am 25. Oktober 1996 in Deutschland.
Anthology 3 ist das fünfte Album der Beatles, das nach deren Trennung bisher unveröffentlichtes Aufnahmematerial enthält.

## Vorgeschichte
Ende des Jahres 1969 wurde die erste Bootleg-Langspielplatte der Beatles mit dem Titel Kum Back illegal vertrieben. Die Lieder des Bootlegs stammten wohl von der Acetatpressung vom März 1969 des damals geplanten Get Back und später Let It Be-Albums. In den 1970er Jahren folgten weitere Aufnahmen der Let It Be-Sessions, BBC-Aufnahmen sowie diverse Mitschnitte von Konzerten der Beatles. Legal wurde nur das Livealbum The Beatles at the Hollywood Bowl im Mai 1977 veröffentlicht.

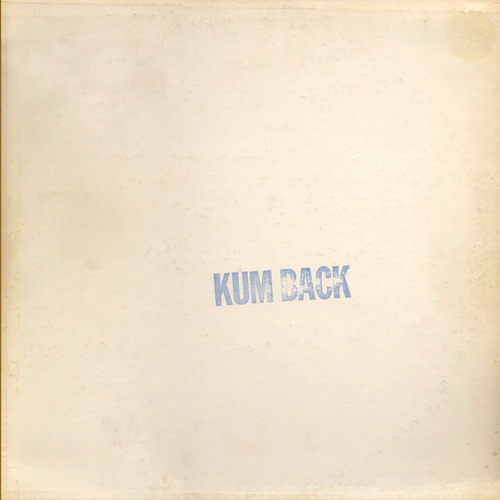
Bootleg-Album Kum Back

Im Jahr 1981 bekam der bei den Abbey Road Studios angestellte Toningenieur John Barrett den Auftrag die Aufnahmen der Beatles zu katalogisieren, dabei entdeckte er neben abweichenden Versionen von veröffentlichten Liedern auch bisher unbekannte Lieder. Zwischen Juli und September 1983 wurden einige dieser Lieder während einer Multi-Mediashow in den Abbey Road Studios einem Publikum präsentiert. Eine Musikkassette mit einigen der Aufnahmen gelangte in die Hände von Bootleggern, die dann dieses Material illegal veröffentlichten.
Geoff Emerick, ein ehemaliger Tontechniker der Beatles, stellte im Jahr 1984 erstmals Lieder für ein Album mit unveröffentlichten Material der Beatles zusammen. Um den klangtechnischen Ansprüchen der 1980er Jahre zu entsprechen, wurden annähernd alle Titel durch Schnitte oder Fadeouts verkürzt und neu abgemischt. Als Veröffentlichungstermin des Sessions benannten Albums war endgültig der Februar 1985 vorgesehen.
Erst zu diesem Zeitpunkt wurden die damals noch lebenden Beatles Paul McCartney, George Harrison und Ringo Starr sowie die Vertreter des 1980 verstorbenen John Lennon über das Projekt Sessions informiert. Die noch drei Beatles intervenierten sofort gegen die Veröffentlichung und wollten über das Format der Veröffentlichung beraten. Eine Kopie einer Musikkassette des Albums Sessions geriet ebenfalls in die Hände von Bootleggern, woraufhin das Album Sessions illegal vertrieben wurde.
Im Jahr 1988 erschien die erste Bootleg-Serie Ultra Rare Trax Volume 1–6 von Swingin’ Pig, die weitere unbekannte Studioversionen der Beatles in exzellenter Tonqualität präsentierte. Die Veröffentlichungen der Bootlegs führte dazu, dass einem breiteren Publikum bekannt wurde, dass noch unveröffentlichte Aufnahmen von den Beatles existent waren.
Das Buch von Mark Lewisohn: The Complete Beatles Recording Sessions: The Official Story of the Abbey Road Years aus dem Jahr 1988 führt chronologisch sämtliche Studioaufnahmen der Beatles in den Abbey Road Studios zwischen 1962 und 1970 auf und dokumentierte unter anderem erstmals offiziell, welche Lieder zu diesem Zeitpunkt unveröffentlicht waren.
Erste unveröffentlichte Aufnahmen von Auftritten bei Radiosendungen der BBC erschienen dann am 30. November 1994 auf dem Album Live at the BBC.
Nach der Einigung aller Rechtsparteien begann George Martin am 22. Mai 1995 mit der gelegentlichen Unterstützung von Paul McCartney, George Harrison und Ringo Starr rund 600 Aufnahmen der Beatles anzuhören, für die Alben der Anthology-Serie auszuwählen, diese dann zu editieren und neu abzumischen. Es wurde anschließend die Entscheidung getroffen drei Doppel-CDs zu veröffentlichen, die die musikalische Entwicklung der Beatles chronologisch widerspiegeln.
Verantwortlicher Produzent des Albums war George Martin, sein Assistent war Allan Rouse. Der Toningenieur war Geoff Emerick, bei der Suche und Auswahl der Lieder für das Album unterstützte Mark Lewisohn.

## Entstehung

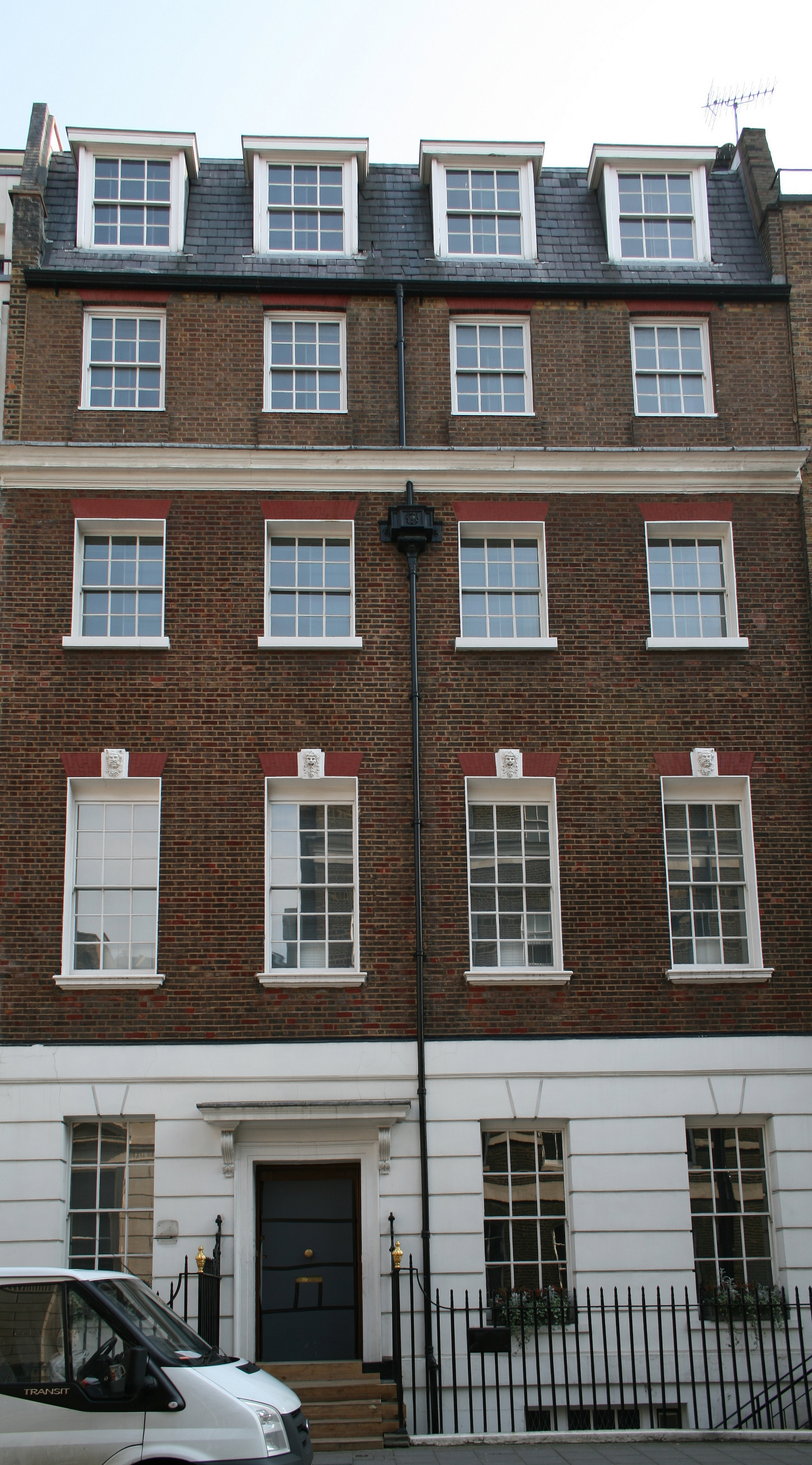
Savile Row 3, Ort des letzten Liveauftritts

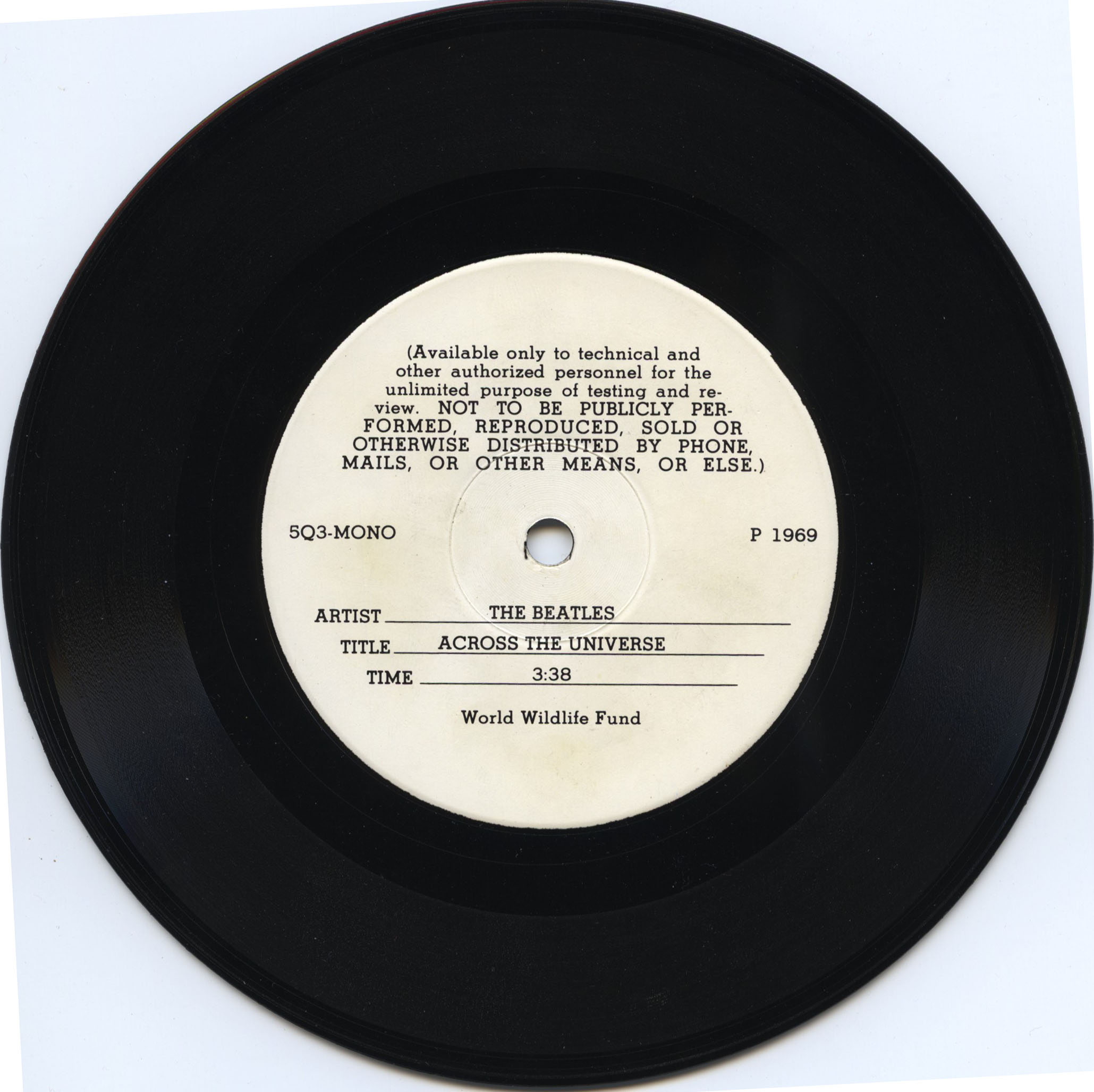
Testpressung von Across the Universe

Die dritte Doppel-CD der Anthology-Serie enthält Aufnahmen zwischen den 28. Mai 1968 und 3. Januar 1970. Auf dem Album befinden sich folgende unveröffentlichte Lieder, die in den Abbey Road Studios eingespielt wurden:
1. What’s the New Mary Jane
2. Step Inside Love / Los Paranoias
3. Teddy Boy
4. Rip It Up / Shake, Rattle and Roll / Blue Suede Shoes
5. All Things Must Pass
6. Mailman, Bring Me No More Blues
7. Come and Get It

Die Aufnahmen des Albums umfassen Liveaufnahmen (auf dem Dach des Apple-Gebäudes), Demos, wie das nie im Studio von den Beatles aufgenommene Lied Junk, und nicht verwendete Studioaufnahmen von veröffentlichten Liedern (Outtakes) sowie Neuabmischungen von Liedern aus dem Jahr 1995. Es wurden Outtakes von den originären Aufnahmen für die Alben The Beatles, Abbey Road und Let It Be verwendet.
Bei der Arbeit an den Anthology-Alben wollten die verbliebenen drei Beatles den verstorbenen John Lennon miteinbeziehen. Als ihnen Yoko Ono vier frühere Demo-Aufnahmen Lennons der Titel Grow Old with Me, Now and Then, Real Love und Free as a Bird übergab, überarbeiteten sie die Lieder Free as a Bird im Februar 1994 und Real Love im Februar/März 1995 in Zusammenarbeit mit Jeff Lynne digital und fügten neu eingespielte Gesangs- und Instrumentaltracks dazu. Die vier Stücke stammen aus den Jahren 1977 bis 1980, in denen Lennon viel am Klavier in seinem Apartment im Dakota Building in New York komponierte und seine Ideen mit einem Kassettenrekorder aufnahm. Für das Album Anthology 3 wurde kein weiteres Lied verwendet. Die Bearbeitung des Liedes Now and Then wurde nach zwei Tagen im März 1995 aufgrund von technischen Qualitätsproblemen mit der Kassettenaufnahme beendet. In einer Presseerklärung gaben McCartney, Harrison und Starr am 17. Oktober 1996 bekannt, dass es keine weiteren gemeinsamen Aufnahmen geben wird, somit wurde Real Love vorerst das letzte neu aufgenommene Lied und die letzte Single, die die Beatles offiziell veröffentlichen wollten. Erst 2022 beendeten McCartney, Starr und der Produzent Giles Martin Now and Then unter Hilfe einer KI, sodass das Lied im November 2023 als Single veröffentlicht werden konnte.
Das Album Anthology 3 stieg eine Woche nach der Veröffentlichung in die britischen Charts auf Platz vier ein. In den USA erreichte Anthology 3, genau wie die beiden Vorgängeralben Anthology 1 und Anthology 2 den ersten Platz der US-amerikanischen Charts und war somit dort das 18. Nummer-eins-Album. Im Februar 1997 wurde das Album in den USA mit Multi-Platin für drei Millionen verkaufte Exemplare ausgezeichnet. In Deutschland erreichte das Album Platz neun der Charts.
Nicht verwendete Aufnahmeversionen und neu abgemischte Lieder des Albums Let It Be wurden am 17. November 2003 auf dem Album Let It Be… Naked und am 15. Oktober 2021 auf der 50-jährigen Jubiläumsausgabe des Albums Let It Be veröffentlicht. Nicht verwendete Outtakes/Jamsessions, neu abgemischte Lieder und Demos des Albums The Beatles und Abbey Road wurden am 9. November 2018 und 27. September 2019 auf der jeweiligen 50-jährigen Jubiläumsausgabe veröffentlicht.
Nachdem Anthology 3 veröffentlicht worden war, sagte George Martin in einem Interview: “[…] anything else should be called ‚Scraping the Barrel‘. Yeah, we’d have to put a gouverment health warning on it!” („[…] alles was man jetzt [noch an Material] hat, würde man als ‚Das Fass auskratzen‘ bezeichnen. Man sollte eine Gesundheitswarnung der Regierung draufsetzen.“) Geoff Emerick bekräftigte diese Meinung im April 2006 in einem Interview im britischen Record Collector, in dem er sagte, dass es nichts an Material gebe, was es wert wäre, zu veröffentlichen.
Im Dezember 2013 wurden nicht verwendete Aufnahmeversionen von Liedern sowie die beiden Demos Bad to Me und I’m in Love aus dem Jahr 1963 auf dem Album The Beatles Bootleg Recordings 1963 veröffentlicht.

## Wiederveröffentlichungen
- Das Album ist seit dem 11. Juni 2011 als Download bei iTunes erhältlich. Laut Angabe von iTunes wurde das Album remastert.[13][14] Ab dem 4. April 2016 war das Album auch bei anderen Anbietern und bei Streaming-Diensten verfügbar.
- Gleichzeitig erschien bei iTunes das Anthology Box Set, das die drei Doppelalben Anthology 1, Anthology 2 und Anthology 3 als Download enthält.[15][16]

## Covergestaltung
Die Gestaltung der drei korrespondierenden Albumcover (nebeneinandergelegt ergeben sie ein Gesamtbild) stammt von Klaus Voormann, einem Freund der Beatles aus den Hamburger Tagen Anfang der 1960er Jahre, und dem Fotorealisten Alfons Kiefer. Die Covergestaltung unterstützte Richard Ward/The Team. Die Einleitung für das 44-seitige bebilderte CD-Booklet wurde von Derek Taylor verfasst, die Anmerkungen zu den einzelnen Liedern stammen von Mark Lewisohn.

## Titelliste
| Nummer | Lied                             | Autor                                              | Leadgesang   | Länge |
| ------ | -------------------------------- | -------------------------------------------------- | ------------ | ----- |
| 01     | A Beginning                      | George Martin                                      | Instrumental | 0:50  |
| 02     | Happiness Is a Warm Gun          | Lennon/McCartney                                   | Lennon       | 2:15  |
| 03     | Helter Skelter                   | Lennon/McCartney                                   | McCartney    | 4:38  |
| 04     | Mean Mr. Mustard                 | Lennon/McCartney                                   | Lennon       | 1:58  |
| 05     | Polythene Pam                    | Lennon/McCartney                                   | Lennon       | 1:26  |
| 06     | Glass Onion                      | Lennon/McCartney                                   | Lennon       | 1:51  |
| 07     | Junk                             | McCartney                                          | McCartney    | 2:25  |
| 08     | Piggies                          | Harrison                                           | Harrison     | 2:01  |
| 09     | Honey Pie                        | Lennon/McCartney                                   | McCartney    | 1:19  |
| 10     | Don’t Pass Me By                 | Starkey                                            | Starr        | 2:42  |
| 11     | Ob-La-Di, Ob-La-Da               | Lennon/McCartney                                   | McCartney    | 2:56  |
| 12     | Good Night                       | Lennon/McCartney                                   | Starr        | 2:38  |
| 13     | Cry Baby Cry                     | Lennon/McCartney                                   | Lennon       | 2:46  |
| 14     | Blackbird                        | Lennon/McCartney                                   | McCartney    | 2:19  |
| 15     | Sexy Sadie                       | Lennon/McCartney                                   | Lennon       | 4:07  |
| 16     | While My Guitar Gently Weeps     | Harrison                                           | Harrison     | 3:28  |
| 17     | Hey Jude                         | Lennon/McCartney                                   | McCartney    | 4:21  |
| 18     | Not Guilty                       | Harrison                                           | Harrison     | 3:22  |
| 19     | Mother Nature’s Son              | Lennon/McCartney                                   | McCartney    | 3:17  |
| 20     | Glass Onion                      | Lennon/McCartney                                   | Lennon       | 2:08  |
| 21     | Rocky Raccoon                    | Lennon/McCartney                                   | McCartney    | 4:13  |
| 22     | What’s the New Mary Jane         | Lennon/McCartney                                   | Lennon       | 6:12  |
| 23     | Step Inside Love / Los Paranoias | Lennon/McCartney-Lennon/McCartney/Harrison/Starkey | McCartney    | 2:31  |
| 24     | I’m So Tired                     | Lennon/McCartney                                   | Lennon       | 2:14  |
| 25     | I Will                           | Lennon/McCartney                                   | McCartney    | 1:55  |
| 26     | Why Don’t We Do It in the Road   | Lennon/McCartney                                   | McCartney    | 2:15  |
| 27     | Julia                            | Lennon/McCartney                                   | Lennon       | 1:58  |

| Nummer | Lied                                                  | Autor                                                               | Leadgesang       | Länge |
| ------ | ----------------------------------------------------- | ------------------------------------------------------------------- | ---------------- | ----- |
| 01     | I’ve Got a Feeling                                    | Lennon/McCartney                                                    | Lennon/McCartney | 2:49  |
| 02     | She Came In Through the Bathroom Window               | Lennon/McCartney                                                    | McCartney        | 3:37  |
| 03     | Dig a Pony                                            | Lennon/McCartney                                                    | Lennon           | 4:18  |
| 04     | Two of Us                                             | Lennon/McCartney                                                    | Lennon/McCartney | 3:27  |
| 05     | For You Blue                                          | Harrison                                                            | Harrison         | 2:23  |
| 06     | Teddy Boy                                             | McCartney                                                           | McCartney        | 3:18  |
| 07     | Rip It Up / Shake, Rattle and Roll / Blue Suede Shoes | Robert Blackwell / John Marascalco / Charles Calhoun / Carl Perkins | Lennon/McCartney | 3:11  |
| 08     | The Long and Winding Road                             | Lennon/McCartney                                                    | McCartney        | 3:42  |
| 09     | Oh! Darling                                           | Lennon/McCartney                                                    | McCartney        | 4:07  |
| 10     | All Things Must Pass                                  | Harrison                                                            | Harrison         | 3:05  |
| 11     | Mailman, Bring Me No More Blues                       | Ruth Roberts/Bill Katz/Stanley Clayton                              | Lennon/McCartney | 1:56  |
| 12     | Get Back                                              | Lennon/McCartney                                                    | McCartney        | 3:09  |
| 13     | Old Brown Shoe                                        | Harrison                                                            | Harrison         | 3:03  |
| 14     | Octopus’s Garden                                      | Starkey                                                             | Starr            | 2:49  |
| 15     | Maxwell’s Silver Hammer                               | Lennon/McCartney                                                    | McCartney        | 3:50  |
| 16     | Something                                             | Harrison                                                            | Harrison         | 3:19  |
| 17     | Come Together                                         | Lennon/McCartney                                                    | Lennon           | 3:40  |
| 18     | Come and Get It                                       | McCartney                                                           | McCartney        | 2:30  |
| 19     | Ain’t She Sweet                                       | Milton Ager/Jack Yellen                                             | Lennon           | 2:08  |
| 20     | Because                                               | Lennon/McCartney                                                    | Lennon           | 2:24  |
| 21     | Let It Be                                             | Lennon/McCartney                                                    | McCartney        | 4:13  |
| 22     | I Me Mine                                             | Harrison                                                            | Harrison         | 6:12  |
| 23     | The End                                               | Lennon/McCartney                                                    | McCartney        | 2:31  |

## Dreifach-LP
| Seite 1 1. A Beginning 2. Happiness Is a Warm Gun 3. Helter Skelter 4. Mean Mr. Mustard 5. Polythene Pam 6. Glass Onion 7. Junk 8. Piggies 9. Honey Pie 10. Don’t Pass Me By 11. Ob-La-Di, Ob-La-Da 12. Good Night | Seite 2 1. Cry Baby Cry 2. Blackbird 3. Sexy Sadie 4. While My Guitar Gently Weeps 5. Hey Jude 6. Not Guilty 7. Mother Nature’s Son |

| Seite 3 1. Glass Onion 2. Rocky Raccoon 3. What’s the New Mary Jane 4. Step Inside Love" / "Los Paranoias 5. I’m So Tired 6. I Will 7. Why Don’t We Do It in the Road? 8. Julia | Seite 4 1. I’ve Got a Feeling 2. She Came in Through the Bathroom Window 3. Dig a Pony 4. Two of Us 5. For You Blue 6. Teddy Boy 7. Medley: Rip It Up / Shake, Rattle and Roll / Blue Suede Shoes |

| Seite 5 1. The Long and Winding Road 2. Oh! Darling 3. All Things Must Pass 4. Mailman, Bring Me No More Blues 5. Get Back 6. Old Brown Shoe 7. Octopus’s Garden 8. Maxwell’s Silver Hammer | Seite 6 1. Something 2. Come Together 3. Come and Get It 4. Ain’t She Sweet 5. Because 6. Let It Be 7. I Me Mine 8. The End |

## Aufnahmedaten
| Nr.  | Lied                                                                   | Aufnahmedaten                                                                            | Produzent/Toningenieur                       | Studio/Aufnahmeort             | Weitere Informationen | Erstveröffentlichung der Beatles-Originalversion |
| ---- | ---------------------------------------------------------------------- | ---------------------------------------------------------------------------------------- | -------------------------------------------- | ------------------------------ | --- | ------------------------------------------------ |
| 01   | A Beginning                                                            | 22. Juli 1968                                                                            | George Martin, Ken Scott                     | Abbey Road Studio 1            | Ursprünglich sollte das Lied Don’t Pass Me By mit dieser orchestralen Einleitung beginnen. | Anthology 3                                      |
| 02   | Happiness Is a Warm Gun                                                | Ende Mai 1968                                                                            | The Beatles                                  | George Harrisons Haus Kinfauns | Demoaufnahme | The Beatles                                      |
| 03   | Helter Skelter                                                         | 18. Juli 1968                                                                            | George Martin, Ken Scott                     | Abbey Road Studio 2            | Aufnahme-Take 2; ursprünglich war diese deutlich langsamere und ruhigere Version 12 Minuten 35 Sekunden lang. | The Beatles                                      |
| 04–9 | Mean Mr. Mustard, Polythene Pam, Glass Onion, Junk, Piggies, Honey Pie | Ende Mai 1968                                                                            | The Beatles                                  | George Harrisons Haus Kinfauns | Sechs weitere Demoaufnahmen, wobei die Lieder Mean Mr. Mustard und Polythene Pam für das Album Abbey Road verwendet wurden. Junk haben die Beatles nicht mehr aufgenommen, es wurde von Paul McCartney auf seinem ersten Album McCartney veröffentlicht.                                                         | Abbey Road, The Beatles, McCartney               |
| 10   | Don’t Pass Me By                                                       | 05.+6. Juni 1968                                                                         | George Martin, Geoff Emerick                 | Abbey Road Studio 2 und 3      | Der Aufnahme-Take 3 (Instrumentation) und 5 (Gesang) wurden zusammengemischt. | The Beatles                                      |
| 11   | Ob-La-Di, Ob-La-Da                                                     | 03.–5. Juli 1968                                                                         | George Martin, Geoff Emerick                 | Abbey Road Studio 2            | Aufnahme-Take 5: Frühe Version mit Conga- und Saxofon-Begleitung | The Beatles                                      |
| 12   | Good Night                                                             | 28. Juni 1968, 22. Juli 1968                                                             | George Martin, Geoff Emerick, Ken Scott      | Abbey Road Studio 1 und 2      | Eine Probeaufnahme wurde mit der endgültigen Version zusammengemischt. | The Beatles                                      |
| 13   | Cry Baby Cry                                                           | 16. Juli 1968                                                                            | George Martin, Geoff Emerick                 | Abbey Road Studio 2            | Aufnahme-Take 1: Die erste Version, live eingespielt und ohne Overdubs. | The Beatles                                      |
| 14   | Blackbird                                                              | 11. Juni 1968                                                                            | George Martin, Geoff Emerick                 | Abbey Road Studio 2            | Aufnahme-Take 4: Eine frühe Version. | The Beatles                                      |
| 15   | Sexy Sadie                                                             | 19. Juli 1968                                                                            | George Martin, Ken Scott                     | Abbey Road Studio 2            | Aufnahme-Take 6: Eine frühe und langsamere Version. | The Beatles                                      |
| 16   | While My Guitar Gently Weeps                                           | 25. Juli 1968                                                                            | George Martin, Ken Scott                     | Abbey Road Studio 2            | Eine frühe akustische, live eingespielte Version. | The Beatles                                      |
| 17   | Hey Jude                                                               | 29. Juli 1968                                                                            | George Martin, Ken Scott                     | Abbey Road Studio 2            | Aufnahme-Take 2: Eine frühe Version. | Single-A-Seite                                   |
| 18   | Not Guilty                                                             | 08.+9. Aug. 1968, 12. Aug. 1968                                                          | George Martin, Ken Scott                     | Abbey Road Studio 2            | Aufnahme-Take 99: Eine für das Album The Beatles fertiggestellte, aber nicht veröffentlichte George Harrison Komposition. | Anthology 3                                      |
| 19   | Mother Nature’s Son                                                    | 09. Aug. 1968                                                                            | George Martin, Ken Scott                     | Abbey Road Studio 2            | Aufnahme-Take 2: Eine frühe Version. | The Beatles                                      |
| 20   | Glass Onion                                                            | 11.–13. Sep. 1968, 16. Sep. 1968, 26. Sep. 1968                                          | Chris Thomas, Ken Scott                      | Abbey Road Studio 2            | Eine Monoabmischung mit diversen Soundeffekten, die George Martin für unbrauchbar hielt. | The Beatles                                      |
| 21   | Rocky Raccoon                                                          | 15. Aug. 1968                                                                            | George Martin, Ken Scott                     | Abbey Road Studio 2            | Aufnahme-Take 8: Eine frühere Version, für das Album The Beatles wurde Aufnahme-Take 10 verwendet. | The Beatles                                      |
| 22   | What’s the New Mary Jane                                               | 14. Aug. 1968                                                                            | George Martin, Ken Scott                     | Abbey Road Studio 2            | Ein bisher unveröffentlichtes avantgardistisches Lied, aufgenommen von John Lennon, George Harrison, Yoko Ono und Mal Evans | Anthology 3                                      |
| 23   | Step Inside Love / Los Paranoias                                       | 16. Sep. 1968                                                                            | Chris Thomas, Ken Scott                      | Abbey Road Studio 2            | Eine Studio-Jamsession ohne George Harrison, die während der Aufnahmen zu I Will stattfand. Die McCartney-Komposition Step Inside Love wurde 1967 von Cilla Black aufgenommen. Los Paranoias wurde spontan getextet und komponiert. Beide Lieder wurden während der Aufnahmen zum Album The Beatles eingespielt. | Anthology 3                                      |
| 24   | I’m So Tired                                                           | 08. Okt. 1968                                                                            | George Martin, Ken Scott                     | Abbey Road Studio 2            | Die Aufnahme-Takes 3, 6 und 9 wurden für diese Version zusammengemischt. | The Beatles                                      |
| 25   | I Will                                                                 | 16. Sep. 1968                                                                            | Chris Thomas, Ken Scott                      | Abbey Road Studio 2            | Aufnahme-Take 1: Eine frühere Version, für das Album The Beatles wurde Aufnahme-Take 68 verwendet. | The Beatles                                      |
| 26   | Why Don’t We Do It in the Road?                                        | 09. Okt. 1968                                                                            | Paul McCartney, Ken Scott                    | Abbey Road Studio 3            | Aufnahme-Take 4: Eine frühere, mehr akustischere Version, für das Album The Beatles wurde Aufnahme-Take 6 verwendet | The Beatles                                      |
| 27   | Julia                                                                  | 13. Okt. 1968                                                                            | George Martin, Ken Scott                     | Abbey Road Studio 2            | Der Aufnahme-Take 2 ist überwiegend instrumental. | The Beatles                                      |
| 28   | I’ve Got a Feeling                                                     | 23. Jan. 1969                                                                            | George Martin, Glyn Johns                    | Apple Studios                  | Alternative Version | Let It Be                                        |
| 29   | She Came in Through the Bathroom Window                                | 22. Jan. 1969                                                                            | George Martin, Glyn Johns                    | Apple Studios                  | Eine Probeaufnahme, eingespielt während der Aufnahmen zu Let It Be. Das Lied wurde für das Album Abbey Road neu aufgenommen. | Abbey Road                                       |
| 30   | Dig a Pony                                                             | 22. Jan. 1969                                                                            | George Martin, Glyn Johns                    | Apple Studios                  | Alternative Version | Let It Be                                        |
| 31   | Two of Us                                                              | 24. Jan. 1969                                                                            | George Martin, Glyn Johns                    | Apple Studios                  | Alternative Version | Let It Be                                        |
| 32   | For You Blue                                                           | 25. Jan. 1969                                                                            | George Martin, Glyn Johns                    | Apple Studios                  | Alternative Version mit dem Originalgesang von George Harrison, die Albumversion von Let It Be beinhaltet eine Neuaufnahme des Gesangs vom 8. Januar 1970. | Let It Be                                        |
| 33   | Teddy Boy                                                              | 24. Jan. 1969, 28. Jan. 1969                                                             | George Martin, Glyn Johns                    | Apple Studios                  | Teddy Boy erschien nicht auf Let It Be, es wurde von Paul McCartney auf seinem ersten Album McCartney veröffentlicht. | McCartney                                        |
| 34   | Medley: Rip It Up / Shake, Rattle and Roll / Blue Suede Shoes          | 26. Jan. 1969                                                                            | George Martin, Glyn Johns                    | Apple Studios                  | Dieses Medley erschien nicht auf Let It Be und war bisher unveröffentlicht. | Anthology 3                                      |
| 35   | The Long and Winding Road                                              | 26. Jan. 1969                                                                            | George Martin, Glyn Johns                    | Apple Studios                  | Alternative Version ohne Orchester. | Let It Be                                        |
| 36   | Oh! Darling                                                            | 27. Jan. 1969                                                                            | George Martin, Glyn Johns                    | Apple Studios                  | Eine Probeaufnahme, das Lied wurde für das Album Abbey Road neu aufgenommen. | Abbey Road                                       |
| 37   | All Things Must Pass                                                   | 25. Feb. 1969                                                                            | George Harrison, Ken Scott                   | Abbey Road Studios             | Eine der drei Probeaufnahme, die George Harrison an seinem 26. Geburtstag aufnahm. | All Things Must Pass                             |
| 38   | Mailman, Bring Me No More Blues                                        | 29. Jan. 1969                                                                            | George Martin, Glyn Johns                    | Apple Studios                  | Diese Fremdkomposition erschien nicht auf Let It Be und war bisher unveröffentlicht. | Anthology 3                                      |
| 39   | Get Back                                                               | 30. Jan. 1969                                                                            | George Martin, Glyn Johns                    | Dach des Apple-Gebäudes        | Liveversion | Single-A-Seite                                   |
| 40   | Old Brown Shoe                                                         | 25. Feb. 1969                                                                            | George Harrison, Ken Scott                   | Abbey Road Studios             | Eine der drei Probeaufnahme, die George Harrison an seinem 26. Geburtstag aufnahm. | Single-B-Seite von The Ballad of John and Yoko   |
| 41   | Octopus’s Garden                                                       | 26. Apr. 1969                                                                            | Chris Thomas, Jeff Jarrat                    | Abbey Road Studio 2            | Aufnahme-Take 2: Eine frühe Version, es wurden weiterhin noch Kommentare vom Take 8 verwendet. Für das Album Abbey Road wurde Aufnahme-Take 32 verwendet. | Abbey Road                                       |
| 42   | Maxwell’s Silver Hammer                                                | 9. Juli 1969                                                                             | George Martin, Phil Mc Donald                | Abbey Road Studio 2            | Aufnahme-Take 5: Eine frühe Version, für das Album Abbey Road wurde Aufnahme-Take 27 verwendet. | Abbey Road                                       |
| 43   | Something                                                              | 25. Feb. 1969                                                                            | George Harrison, Ken Scott                   | Abbey Road Studios             | Eine der drei Probeaufnahme, die George Harrison an seinem 26. Geburtstag aufnahm. | Abbey Road                                       |
| 44   | Come Together                                                          | 21. Juli 1969                                                                            | George Martin, Geoff Emerick, Phil Mc Donald | Abbey Road Studio 3            | Aufnahme-Take 1: Eine frühe Version, für das Album Abbey Road wurde Aufnahme-Take 9 verwendet. | Abbey Road                                       |
| 45   | Come and Get It                                                        | 24. Juli 1969                                                                            | George Martin, Phil Mc Donald                | Abbey Road Studio 2            | Eine Demoaufnahme, die Paul McCartney alleine während der Aufnahmen zu Abbey Road einspielte. Eine Neuaufnahme erfolgte von der Gruppe Badfinger für den Soundtrack des Spielfilms The Magic Christian, bei dem Ringo Starr als Schauspieler mitwirkt.                                                           | Anthology 3                                      |
| 46   | Ain’t She Sweet                                                        | 24. Juli 1969                                                                            | George Martin, Geoff Emerick, Phil Mc Donald | Abbey Road Studio 2            | Ein Teil einer Jamsession, eingespielt während der Aufnahmen zu Abbey Road. | Anthology 3                                      |
| 47   | Because                                                                | 01. Aug. 1969, 04. Aug. 1969                                                             | George Martin, Geoff Emerick, Phil Mc Donald | Abbey Road Studio 2            | Bei dieser Version wurde die Instrumentierung weggemischt, sodass nur der Gesang zu hören ist. | Abbey Road                                       |
| 48   | Let It Be                                                              | 25. Jan. 1969                                                                            | George Martin, Glyn Johns                    | Apple Studios                  | Alternative Version ohne Overdubs. | Let It Be                                        |
| 49   | I Me Mine                                                              | 03. Jan. 1970                                                                            | George Martin, Phil Mc Donald                | Abbey Road Studio 2            | Unverlängerte Originalversion ohne Orchestrierung. Das Lied beginnt mit einer fingierten Presseerklärung von Harrison, in dem er die Beatles als Dave Dee, Dozy, Beaky, Mick & Tich bezeichnet und erwähnt, dass Dave Dee (John Lennon) nicht mehr der Gruppe zugehörig sei.                                     | Let It Be                                        |
| 50   | The End                                                                | 23. Juli 1969, 05. Aug. 1969, 07. Aug. 1969, 08. Aug. 1969, 15. Aug. 1969, 18. Aug. 1969 | George Martin, Geoff Emerick, Phil Mc Donald | Abbey Road Studios 1 und 2     | Bei dieser Version handelt es sich um eine neue Abmischung aus dem Jahr 1995, zusätzlich wurde das Ende von A Day in the Life angefügt. | Abbey Road                                       |

## Nicht verwendete Audioaufnahmen
Die folgenden Auflistungen behandeln Audioaufnahmen der Beatles, die bisher nicht legal veröffentlicht worden sind oder bei denen die Veröffentlichung aus rechtlichen Gründen, meist durch Gerichtsurteile, wieder unterbunden worden ist. Nicht aufgeführt werden Abmischungen, die sich von den veröffentlichten Fassungen zwar unterscheiden, aber lediglich Variationen sind. Nicht legal veröffentlichtes Material wurde meist, wenn verfügbar, auf sogenannten „Bootlegs“ vertrieben, wobei hier als Quellen nicht die Titel der diversen Bootlegs genannt werden, sondern folgende Bücher:
- The Complete Beatles Recording Sessions von Mark Lewisohn
- The Unreleased Beatles Music & Film von Richie Unterberger

### Demoaufnahmen 1968–1969
Die folgende Auflistung von auf Bootlegs erschienenen Aufnahmen, die die Beatles als Einzelpersonen oder als Gruppe zwischen 1963 und 1969 vornahmen, behandelt lediglich Titel, die nicht als Gruppe „The Beatles“ veröffentlicht worden sind:
| Titel               | Aufnahmedatum | Anmerkungen | Quelle |
| ------------------- | ------------- | --- | --- |
| Child of Nature     | Mai 1968      | Eine Lennon-Komposition, die John Lennon auf seinem Album Imagine (September 1971) mit anderem Text unter dem Titel Jealous Guy veröffentlichte, weitere Aufnahmen dieses Titels fanden während der Sessions für den Film Let It Be statt              | The Unreleased Beatles Music & Film – S. 195/200, wurde am 9. November 2018 auf der 50-jährigen Jubiläumsausgabe des Albums The Beatles veröffentlicht. |
| Circles             | Mai 1968      | Eine Harrison-Komposition, die George Harrison auf seinem Album Gone Troppo (November 1982) veröffentlichte | The Unreleased Beatles Music & Film – S. 195/200, wurde am 9. November 2018 auf der 50-jährigen Jubiläumsausgabe des Albums The Beatles veröffentlicht. |
| Sour Milk Sea       | Mai 1968      | Eine Harrison-Komposition, die Jackie Lomax als Single A-Seite (August 1968) veröffentlichte, bei dieser Version wirken George Harrison und Eric Clapton (Gitarre), Paul McCartney (E-Bass), Ringo Starr (Schlagzeug) und Nicky Hopkins (Klavier) mit. | The Unreleased Beatles Music & Film – S. 195/200, wurde am 9. November 2018 auf der 50-jährigen Jubiläumsausgabe des Albums The Beatles veröffentlicht. |
| Heather             | November 1968 | Eine McCartney-Komposition, die mit Donovan im Studio aufgenommen und bisher nicht veröffentlicht wurde | The Unreleased Beatles Music & Film – S. 219 |
| Oh My Love          | Dezember 1968 | Eine Lennon-Komposition, die John Lennon auf seinem Album Imagine (September 1971) veröffentlichte | The Unreleased Beatles Music & Film – S. 221 |
| A Case of the Blues | Dezember 1968 | Eine Lennon-Komposition, die bisher nicht veröffentlicht wurde, weitere Aufnahmen dieses Titels fanden während der Sessions für den Film Let It Be statt                                                                                               | The Unreleased Beatles Music & Film – S. 221 |
| Goodbye             | Februar 1969  | Eine McCartney-Komposition, die Mary Hopkin als Single A-Seite (März 1969) veröffentlichte | The Unreleased Beatles Music & Film – S. 266, wurde am 27. September 2019 auf der 50-jährigen Jubiläumsausgabe des Albums Abbey Road veröffentlicht.    |

### EMI- und Apple-Studioaufnahmen 1968–1969
Die überwiegende Anzahl der bis 1970 nicht veröffentlichten Lieder der Beatles erschien auf den drei Anthology-Doppelalben. Die folgenden Lieder wurden für Anthology 3 nicht berücksichtigt. Viele der aufgeführten Titel sind entweder unvollständig oder sind sogenannte ‚Jamsessions‘/Improvisationen (aus dem Jahr 1969), die im Rahmen der Sessions für den Film Let It Be aufgenommen wurden.
| Titel                     | Aufnahmedatum      | Anmerkung                                                                 | Quelle |
| ------------------------- | ------------------ | ------------------------------------------------------------------------- | --- |
| Gone Tomorrow, Here Today | 11. Juni 1968      | Eine McCartney-Komposition, die von McCartney akustisch aufgenommen wurde | The Unreleased Beatles Music & Film S. 202 |
| Can You Take Me Back?     | 16. September 1968 | Ein kleiner Teil des Liedes wurde an Cry Baby Cry angehängt               | The Unreleased Beatles Music & Film S. 203, wurde am 9. November 2018 auf der 50-jährigen Jubiläumsausgabe des Albums The Beatles veröffentlicht. |
| The Way You Look Tonight  | 16. September 1968 | Der gesungene Text ähnelt dem von I Will                                  | The complete Beatles recording sessions S. 155 |

### Aufnahmen für das ProjektGet Back/Let It Be1969

#### Twickenham Film Studios
Vom 2. bis zum 14. Januar 1969 waren die Beatles in den Twickenham Film Studios, bei denen sie bei Probeaufnahmen für ein geplantes Album gefilmt wurden. Es wurden aber nicht nur die potenziellen Titel für das Album geprobt, sondern auch (teilweise) noch unfertige Lieder des Albums Abbey Road sowie Titel, die erst auf Soloalben der Beatles veröffentlicht wurden, oder bis dato unveröffentlicht blieben. Weiterhin wurden viele ältere Beatles-Aufnahmen neu eingespielt sowie zahlreiche Lieder anderer Künstler. Die meisten der Aufnahmen wurden nur angespielt oder blieben bruchstückhaft. Die Tonspuraufnahmen des Films erfolgten auf Nagra-Tonbändern in Mono. Die folgende Auflistung umfasst deshalb nur eine kleine Auswahl von Aufnahmen, wobei nur das erste Aufnahmedatum aufgeführt wird:
| Titel                               | Aufnahmedatum   | Anmerkung | Quelle                                         |
| ----------------------------------- | --------------- | --- | ---------------------------------------------- |
| Let It Down                         | 2. Januar 1969  | Eine Harrison-Komposition, die auf dem Harrison-Album All Things Must Pass veröffentlicht wurde                                  | The Unreleased Beatles Music & Film S. 230     |
| All Things Must Pass                | 3. Januar 1969  | Eine Harrison-Komposition, die auf dem Harrison-Album All Things Must Pass veröffentlicht wurde                                  | The Unreleased Beatles Music & Film S. 236     |
| Hear Me Lord                        | 6. Januar 1969  | Eine Harrison-Komposition, die auf dem Harrison-Album All Things Must Pass veröffentlicht wurde                                  | The Unreleased Beatles Music & Film S. 238     |
| The Palace of the King of the Birds | 6. Januar 1969  | Eine McCartney-Komposition, die in der Dokumentationsserie The Beatles: Get Back veröffentlicht wurde                            | The Unreleased Beatles Music & Film S. 238/239 |
| Gone Gone Gone                      | 7. Januar 1969  | Eine Carl-Perkins-Komposition | The Unreleased Beatles Music & Film S. 239     |
| Commonwealth                        | 9. Januar 1969  | Eine spontane Beatles-Komposition, die in der Dokumentationsserie The Beatles: Get Back veröffentlicht wurde.                    | The Unreleased Beatles Music & Film S. 242     |
| Mama, You’ve Been on My Mind        | 9. Januar 1969  | Eine von George Harrison gesungene Dylan-Komposition, die in der Dokumentationsserie The Beatles: Get Back veröffentlicht wurde. | The Unreleased Beatles Music & Film S. 242     |
| Suzy Parker                         | 9. Januar 1969  | Dieser Titel ist auch im Film Let It Be enthalten                                                                                | The Unreleased Beatles Music & Film S. 242     |
| Don’t Be Cruel                      | 10. Januar 1969 | Eine humorvolle Version des Elvis-Presley-Titels                                                                                 | The Unreleased Beatles Music & Film S. 245     |
| On a Sunny Island                   | 10. Januar 1969 | Eine humorvolle Lennon-Komposition mit lateinamerikanischem Rhythmus                                                             | The Unreleased Beatles Music & Film S. 245     |
| Jazz Piano Song                     | 14. Januar 1969 | Dieser Titel ist auch im Film Let It Be enthalten                                                                                | The Unreleased Beatles Music & Film S. 247     |
| Madman                              | 14. Januar 1969 | Eine Lennon-Komposition, die in der Dokumentationsserie The Beatles: Get Back veröffentlicht wurde.                              | The Unreleased Beatles Music & Film S. 247     |
| Watching Rainbows                   | 14. Januar 1969 | Eine Lennon-Komposition, die bisher nicht veröffentlicht wurde                                                                   | The Unreleased Beatles Music & Film S. 247     |

#### Apple Studios
Vom 21. bis zum 31. Januar 1969 waren die Beatles in den Apple Studios, wo weitere Probe- und Studioaufnahmen für ein geplantes Album gefilmt wurden. Wiederum wurden weitere, bisher nicht veröffentlichte Titel aufgenommen. Die nachfolgende Auflistung umfasst eine Auswahl von Titeln, die nicht in Mark Lewisohns Buch The Complete Beatles Recording Sessions erwähnt werden, aber auf Bootlegs erschienen sind, als Quelle dient das Buch The Unreleased Beatles Music & Film von Richie Unterberger:
| Titel                                                                                   | Aufnahmedatum   | Anmerkung | Quelle |
| --------------------------------------------------------------------------------------- | --------------- | --- | --- |
| Rocker                                                                                  | 22. Januar 1969 | Ein kurzer Instrumentaltitel, der auf das ursprüngliche Get Back-Album sollte | The complete Beatles recording sessions S. 164, wurde am 15. Oktober 2021 auf der 50-jährigen Deluxe-Jubiläumsausgabe des Albums Let It Be veröffentlicht. |
| Save the Last Dance for Me                                                              | 22. Januar 1969 | Ein kurzer angesungener Titel der Drifters aus dem Jahr 1960, der auf das ursprüngliche Get Back-Album sollte | The complete Beatles recording sessions S. 164, wurde am 15. Oktober 2021 auf der 50-jährigen Deluxe-Jubiläumsausgabe des Albums Let It Be veröffentlicht. |
| Singing the Blues                                                                       | 24. Januar 1969 | Ein Hit von Guy Mitchell aus dem Jahr 1956, eine Komposition von Melvin Endsley | The Unreleased Beatles Music & Film S. 252 |
| Every Night                                                                             | 24. Januar 1969 | Eine McCartney-Komposition, die im April 1970 auf dem Album McCartney veröffentlicht wurde | The Unreleased Beatles Music & Film S. 252 |
| Hot as Sun                                                                              | 24. Januar 1969 | Eine McCartney-Komposition, die im April 1970 auf dem Album McCartney veröffentlicht wurde, hier teilweise mit Gesang | The Unreleased Beatles Music & Film S. 252 |
| There You Go Eddie                                                                      | 24. Januar 1969 | Eine weitere McCartney-Komposition, die bisher nicht veröffentlicht wurde | The Unreleased Beatles Music & Film S. 252 |
| Bye Bye Love                                                                            | 25. Januar 1969 | Ein von Lennon und McCartney gesungener Titel der Everly Brothers von 1957 | The complete Beatles recording sessions S. 166 |
| I Lost My Little Girl                                                                   | 25. Jan. 1969   | Eine McCartney-Komposition, die im Mai 1991 auf dem Album Unplugged (The Official Bootleg) veröffentlicht wurde, hier überwiegend mit Gesang von John Lennon. I Lost My Little Girl ist auch in der Dokumentationsserie The Beatles: Get Back zu hören. | The Unreleased Beatles Music & Film, S. 254 |
| Medley: Kansas City / Miss Ann / Lawdy Miss Clawdy                                      | 26. Januar 1969 | Ein Medley aus Rock-’n’-Roll-Titeln | The complete Beatles recording sessions S. 167 |
| Suicide                                                                                 | 26. Januar 1969 | Eine McCartney-Komposition, von der ein kurzes Fragment im April 1970 auf dem Album McCartney veröffentlicht wurde (die vollständige Version des Liedes erschien als einer der Bonus-Titel bei der Wiederveröffentlichung im Juni 2011)                 | The Unreleased Beatles Music & Film S. 255 |
| You Really Got a Hold on Me                                                             | 26. Januar 1969 | Eine Neuaufnahme des Stücks von Smokey Robinson (Erstaufnahme 1963, With The Beatles). Dieser Titel ist auch im Film Let It Be enthalten. | The complete Beatles recording sessions S. 167 |
| Tracks of My Tears                                                                      | 26. Januar 1969 | Ein weiterer Titel von Smokey Robinson, überwiegend Instrumentalaufnahme | The complete Beatles recording sessions S. 167 |
| Isn’t It a Pity                                                                         | 26. Jan. 1969   | Komposition von George Harrison; lediglich Gesang und Gitarre, die auf dem Harrison-Album All Things Must Pass veröffentlicht wurde. Isn’t it A Pity ist auch in der Dokumentationsserie The Beatles: Get Back im Abspann des ersten Teils zu hören.    | The complete Beatles recording sessions, S. 167 |
| I Told You Before                                                                       | 26. Jan. 1969   | Eine Beatles-Komposition, die in der Dokumentationsserie The Beatles: Get Back veröffentlicht wurde | The Unreleased Beatles Music & Film, S. 255 |
| The Walk                                                                                | 27. Januar 1969 | Ein Titel von Jimmy McCracklin aus dem Jahr 1958 | The complete Beatles recording sessions S. 168, wurde am 15. Oktober 2021 auf der 50-jährigen Deluxe-Jubiläumsausgabe des Albums Let It Be veröffentlicht. |
| Without a Song                                                                          | 28. Januar 1969 | Der Titel wurde von Billy Preston gesungen | The complete Beatles recording sessions S. 168, wurde am 15. Oktober 2021 auf der 50-jährigen Jubiläumsausgabe des Albums Let It Be veröffentlicht.        |
| The River Rhine                                                                         | 28. Januar 1969 | Eine bluesige Beatles-Komposition, teilweise mit dem Text von The Long and Winding Road | The Unreleased Beatles Music & Film S. 258 |
| Maybe Baby                                                                              | 29. Januar 1969 | Eine Buddy-Holly-Komposition aus dem Jahr 1957, hier von John Lennon gesungen | The Unreleased Beatles Music & Film S. 260 |
| Peggy Sue Got Married                                                                   | 29. Januar 1969 | Eine weitere Buddy-Holly-Komposition aus dem Jahr 1959, von John Lennon gesungen | The Unreleased Beatles Music & Film S. 260 |
| Not Fade Away                                                                           | 29. Januar 1969 | Ein Titel von Buddy Holly aus dem Jahr 1957 | The complete Beatles recording sessions S. 168 |
| Bésame mucho                                                                            | 29. Januar 1969 | Ein Titel von den Coasters aus dem Jahr 1960 | The complete Beatles recording sessions S. 168 |
| Lost John                                                                               | 31. Januar 1969 | Ein traditionelles Lied von John Lennon gesungen | The Unreleased Beatles Music & Film S. 262 |
| Black Dog Blues (Daddy, Where You Been So Long?)/The Right String (But the Wrong Yo-Yo) | 31. Januar 1969 | Ein (traditionelles) Medley von John Lennon gesungen | The Unreleased Beatles Music & Film S. 262 |

## Auskopplungen
Aus dem Album Anthology 3 wurde keine Single ausgekoppelt.

## Promotion-Veröffentlichungen
| Titel       | Inhalt                                                                                      | Veröff.   | Label Katalognr.          |
| ----------- | ------------------------------------------------------------------------------------------- | --------- | ------------------------- |
| Anthology 3 | Helter Skelter / Cry Baby Cry / While My Guitar Gently Weeps / Because / Ob-La-Di, Ob-La-Da | Okt. 1996 | Apple DPRO-7087-6-11322-2 |

## Kommerzieller Erfolg

### Chartplatzierungen
| ChartsChartplatzierungen       | Höchstplatzierung | Wochen |
| ------------------------------ | ----------------- | ------ |
| Deutschland (GfK)              | 9 (9 Wo.)         | 9      |
| Österreich (Ö3)                | 15 (4 Wo.)        | 4      |
| Schweiz (IFPI)                 | 23 (5 Wo.)        | 5      |
| Vereinigte Staaten (Billboard) | 1 (16 Wo.)        | 16     |
| Vereinigtes Königreich (OCC)   | 4 (13 Wo.)        | 13     |

| ChartsJahrescharts (1996)    | Platzierung |
| ---------------------------- | ----------- |
| Vereinigtes Königreich (OCC) | 81          |

### Auszeichnungen für Musikverkäufe
| Land/Region                  | Auszeichnungen für Musikverkäufe (Land/Region, Auszeichnung, Verkäufe) | Verkäufe  |
| ---------------------------- | ---------------------------------------------------------------------- | --------- |
| Australien (ARIA)            | Gold                                                                   | 35.000    |
| Japan (RIAJ)                 | Gold                                                                   | 100.000   |
| Kanada (MC)                  | 2× Platin                                                              | 200.000   |
| Vereinigte Staaten (RIAA)    | 3× Platin                                                              | 1.500.000 |
| Vereinigtes Königreich (BPI) | Platin                                                                 | 300.000   |
| Insgesamt                    | 2× Gold · 6× Platin ·                                                  | 2.135.000 |

Hauptartikel: The Beatles/Auszeichnungen für Musikverkäufe

## Anthology Highlights
Am 14. Juni 2011 veröffentlichte iTunes das Download-Kompilationsalbum Anthology Highlights, das folgende 23 Lieder enthält, davon acht, die auf Anthology 3 enthalten sind:
| Nummer | Lied                           | Autor                             | Leadgesang                | änge | Album       |
| ------ | ------------------------------ | --------------------------------- | ------------------------- | ---- | ----------- |
| 01     | Free as a Bird                 | Lennon/McCartney/Harrison/Starkey | Lennon/McCartney/Harrison | 4:23 | Anthology 1 |
| 02     | One After 909                  | Lennon/McCartney                  | Lennon                    | 2:55 | Anthology 1 |
| 03     | That Means a Lot               | Lennon/McCartney                  | McCartney                 | 2:26 | Anthology 2 |
| 04     | Leave My Kitten Alone          | Lennon/McCartney                  | Lennon                    | 2:56 | Anthology 1 |
| 05     | If You’ve Got Trouble          | Lennon/McCartney                  | Starr                     | 2:48 | Anthology 2 |
| 06     | Can’t Buy Me Love              | Lennon/McCartney                  | McCartney                 | 2:10 | Anthology 1 |
| 07     | Mr. Moonlight                  | Lennon/McCartney                  | Lennon                    | 2:47 | Anthology 1 |
| 08     | Kansas City / Hey-Hey-Hey-Hey! | Lennon/McCartney                  | McCartney                 | 2:46 | Anthology 1 |
| 09     | Eight Day’s a Week             | Lennon/McCartney                  | Lennon/McCartney          | 2:47 | Anthology 1 |
| 10     | I’m Looking Through You        | Lennon/McCartney                  | McCartney                 | 2:53 | Anthology 2 |
| 11     | Yesterday                      | Lennon/McCartney                  | McCartney                 | 2:34 | Anthology 2 |
| 12     | Tomorrow Never Knows           | Lennon/McCartney                  | Lennon                    | 3:14 | Anthology 2 |
| 13     | Strawberry Fields Forever      | Lennon/McCartney                  | Lennon                    | 2:34 | Anthology 2 |
| 14     | Across the Universe            | Lennon/McCartney                  | Lennon                    | 3:30 | Anthology 2 |
| 15     | Something                      | Harrison                          | Harrison                  | 3:18 | Anthology 3 |
| 16     | Not Guilty                     | Harrison                          | Harrison                  | 3:22 | Anthology 3 |
| 17     | Octopus’s Garden               | Starr                             | Starr                     | 2:49 | Anthology 3 |
| 18     | All Things Must Pass           | Harrison                          | Harrison                  | 3:04 | Anthology 3 |
| 19     | Come and Get It                | McCartney                         | McCartney                 | 2:30 | Anthology 3 |
| 20     | Good Night                     | Lennon/McCartney                  | Starr                     | 2:38 | Anthology 3 |
| 21     | While My Guitar Gently Weeps   | Harrison                          | Harrison                  | 3:27 | Anthology 3 |
| 22     | The Long and Winding Road      | Lennon/McCartney                  | McCartney                 | 3:41 | Anthology 3 |
| 23     | Real Love                      | Lennon                            | Lennon/McCartney          | 3:54 | Anthology 2 |